# Solar Impulse Foundation
Die Solar Impulse Foundation ist eine im Jahr 2003 von Bertrand Piccard und André Borschberg in Kooperation mit der Eidgenössischen Technischen Hochschule Lausanne gegründete Non-Profit-Organisation, die sich für den Umweltschutz einsetzt.
Die Stiftung ist vor allem für die erste Weltumrundung in einem Solarflugzeug im Jahr 2016 und die Vergabe des Solar Impulse Efficient Solution Labels an 1000 Lösungen, die die Umwelt auf rentable Weise schützen, bekannt.

## Geschichte

### Das Solar-Impulse-Projekt
Der Mitgründer der Solar Impulse Foundation, Bertrand Piccard, bezeichnet die erste Weltumrundung in einem Heissluftballon, die er im März 1999 mit Luftfahrer Brian Jones schaffte, als wichtige Inspiration für das Solar-Impulse-Projekt. Angetrieben durch Flüssiggas und mit nicht mehr als 40 kg von 3,7 Tonnen im Tank bei der Landung, schwört sich Bertrand Piccard, dass er noch einmal um die Welt fliegen wird, und dieses Mal ohne an die Grenzen des Treibstoffs gebunden zu sein.
Die Solar Impulse Foundation wurde 2003 gegründet und die ersten Testflüge wurden 2009 unternommen. Im Jahr 2015 berichtete André Borschberg, dass das Solar-Impulse-Projekt 150 Millionen Schweizer Franken oder 160 Millionen US-Dollar gekostet habe.

### Die Weltumrundung im Solarflugzeug Solar Impulse 2
Am 9. März 2015 startete die allein durch Sonnenenergie angetriebene Solar Impulse 2 in Abu Dhabi und umrundete dann, geführt durch die Piloten Bertrand Piccard und André Borschberg, in 505 Tagen die Welt. Während des Fluges engagierte sich die Solar Impulse Foundation in Schulen und in der Arbeit mit Jugendlichen, auch durch Videoübertragungen in das Cockpit des Flugzeuges. Der Flug um die Welt wurde im Jahr 2016 vollendet. Während eines Streckenabschnittes wurde der Pilot Bertrand Piccard live in die UN-Generalversammlung geschaltet und sprach mit dem 8. UN-Generalsekretär Ban Ki-Moon.

### Die Weltallianz für saubere Technologien
Piccard und die Solar Impulse Foundation verkündeten die Gründung der Weltallianz für effiziente Technologien (World Alliance for Clean Technologies) im November bei der 2016 United Nations Climate Change Conference in Marrakesch, Marokko. Das Ziel der Weltallianz ist es, Start-ups und andere Unternehmen bei der Entwicklung von Lösungen zu unterstützen, die sowohl die Umwelt schützen, als auch wirtschaftlich sind. Die Weltallianz verbindet zu diesem Zweck Lösungsanbieter mit Investoren, Unternehmen und Regierungsorganisationen Mitte 2019 hatte die Weltallianz 1850 Mitgliedsfirmen. 2021 lanciert die Solar Impulse Foundation einen Venture Fund mit BNP Paribas mit einer Zielgrösse von 150 Millionen Euro und eine Wachstums- und Buyout-Plattform (200 Millionen Euro) mit Rothschild & Co und Air Liquide, mit dem Ziel, Unternehmen mit Kapital zu unterstützen, die von der Solar Impulse Foundation proklamierten 1.000 Lösungen zum Schutz der Umwelt zu erreichen.

## Efficient Solution Label – 1000 Lösungen
Bertrand Piccard verkündete die Absicht, 1000 Lösungen mit dem Solar Impulse Efficient Solution Label auszuzeichnen, zum ersten Mal bei der UN-Klimakonferenz 2016. Im Februar 2020 sagte Piccard in einem Interview mit GreenBiz, dass der Solarflug um die Welt die erste Phase des Projektes war und die zweite Phase der Solar Impulse Foundation sich gänzlich auf die Zertifizierung und Unterstützung von 1000 profitablen Technologielösungen zur Reduzierung von CO2, Energie- und Wasserverbrauch und Verschmutzung konzentrieren würde.
In einem Interview mit La Tribune im Jahr 2018 sagte Piccard, dass sich Lösungen aus der ganzen Welt auf das Label bewerben können. Zu diesem Zeitpunkt hatte die Stiftung 700 Bewerbungen um das Label von Firmen erhalten.
Um sich für das Solar Impulse Label zu bewerben, müssen Unternehmen der kostenfreien Weltallianz für effiziente Technologien beitreten. Dann müssen sie ausführliche Bewerbungsdokumente ausfüllen und den von Ernst & Young zertifizierten Bewerbungsprozess durchlaufen, in dem ein Netzwerk aus über 400 Experten die Lösungen darauf prüft, dass sie, verglichen mit dem Standardprodukt, Prozess oder Service des Marktes, die Umwelt schützen und gleichzeitig wirtschaftlichen Erfolg versprechen.
Um für das Label in Frage zu kommen, müssen Lösungen in 5 Kategorien der UN-Ziele für nachhaltige Entwicklung passen, nämlich Wasser, Energie, Industrie, Städte und nachhaltiger Konsum und Produktion. Sie müssen ausserdem schon erwerblich oder zumindest marktfertig sein.
In einem Interview mit LCI im Januar 2021 sagte Piccard, dass ein Netzwerk aus 420 Experten rund 850 Lösungen ausgezeichnet hätten und somit von 400 im Oktober 2020 und 287 ein Jahr vorher stark angestiegen seien.

## Sponsoren und Partner
Die Solar Impulse Foundation wird finanziell von ihren 16 Partnerunternehmen unterstützt, unter ihnen das Schweizer Nahrungsmittelunternehmen Nestlé, das die Piloten Piccard und Borschberg schon während der Weltumrundung in der Solar Impulse 2 mit Essen versorgte; Air Liquide, Solvay und andere Privatunternehmen.
Nach einem Bericht in GreenBiz im Jahr 2018 finanziert die Solar Impulse Foundation die Weltallianz für effiziente Lösungen mit einem Jahresbudget von 2,9 Millionen US-Dollar. Die Weltallianz arbeitet mit anderen internationalen Umweltorganisationen zusammen, unter anderem mit dem Weltwirtschaftsforum, der Internationalen Energieagentur und IRENA.
Im Mai 2020 veröffentlichten Piccard und die Partnerunternehmen der Stiftung ein Meinungsstück in der Financial Times, in dem sie an Regierungen appellieren, die Förderung von sauberen, rentablen Technologien zu ihrer Priorität zu machen, bei dem Versuch, die Weltwirtschaft nach COVID-19 wiederaufzubauen. Dieses Meinungsstück wurde von 12 Partnerunternehmen unterschrieben, unter ihnen der französische Energieversorgungskonzern ENGIE; der Elektrotechnikkonzern Schneider Electric und neun andere.
Im Dezember 2020 berichtete CNN, dass die Solar Impulse Foundation an die 400 Unternehmen unterstützt, die die Umwelt schützen.